# Réserve naturelle de Rrajcë
 (avril 2020).
 (décembre 2021).
Si vous disposez d'ouvrages ou d'articles de référence ou si vous connaissez des sites web de qualité traitant du thème abordé ici, merci de compléter l'article en donnant les références utiles à sa vérifiabilité et en les liant à la section « Notes et références ».
 (juillet 2025).
Motif : le lien ne fonctionne pas, et une rapide recherche google ne donne pas d'autres résultats que cette page pour la notion de réserve naturelle. Par ailleurs, l'article est orphelin et sans interwiki.
- Archive Wikiwix
- Bing
- Cairn
- DuckDuckGo
- E. Universalis
- Gallica
- Google
- G. Books
- G. News
- G. Scholar
- Persée
- Qwant
- (zh) Baidu
- (ru) Yandex
- (wd) trouver des œuvres sur Wikidata

| 1. | Préciser le motif de la pose du bandeau. | Précisez le motif de la pose du bandeau en utilisant la syntaxe suivante : {{admissibilité à vérifier\|date=juillet 2025\|motif=remplacez ce texte par le motif}}                                |
| 2. | Informer les utilisateurs concernés.     | Pensez à avertir le créateur de l'article, par exemple, en insérant le code ci-dessous sur sa page de discussion : {{subst:avertissement admissibilité à vérifier\|Réserve naturelle de Rrajcë}} |

La réserve naturelle de Rrajcë (albanais : Rezerva Natyrore e Rrajcës), est une réserve naturelle située dans la municipalité de Librazhd dans l'est de l'Albanie. Elle a été fondée en 2008 et protège 2130 hectares.